# 24063 Nanwoodward
24063 Nanwoodward este un asteroid din centura principală de asteroizi.

## Descriere
24063 Nanwoodward este un asteroid din centura principală de asteroizi. A fost descoperit pe 4 octombrie 1999 la Socorro, New Mexico, în cadrul proiectului LINEAR. Asteroidul prezintă o orbită caracterizată de o semiaxă mare de 2,53 ua, o excentricitate de 0,08 și o înclinație de 1,0° în raport cu ecliptica.